# Manifestations de 2022 au Karakalpakstan
Les manifestations de 2022 au Karakalpakstan sont des manifestations survenues dans la région autonome du Karakalpakstan en Ouzbékistan le 1er juillet 2022 contre les amendements proposés par le président ouzbek Shavkat Mirziyoyev à la Constitution de l'Ouzbékistan qui auraient mis fin au statut du Karakalpakstan en tant que région autonome d'Ouzbékistan et au droit de se séparer de l'Ouzbékistan par référendum,. Un jour après que les protestations avaient commencé dans la capitale karakalpake, Noukous, le président Mirziyoyev a retiré les amendements constitutionnels. Le gouvernement karakalpak a affirmé que les manifestants avaient tenté de prendre d'assaut les bâtiments gouvernementaux.
Malgré les concessions accordées par le gouvernement ouzbek pour préserver l'autonomie du Karakalpakstan, les protestations ont continué de croître, entraînant le blocage de l'accès à Internet dans tout le Karakalpakstan le 2 juillet, le président Mirziyoyev déclarant l'état d'urgence dans la région.
Le 4 juillet, le bureau du procureur général a signalé que 18 personnes avaient été tuées et 243 blessées à Noukous. Une vidéo a circulé dans les médias sociaux montrant prétendument une grande quantité de sang dans la rue à Noukous. Cependant, les médias locaux ont rapporté plus tard que la couleur rouge de la vidéo était due aux canons à eau à colorant rouge pulvérisés par la police. La journaliste polonaise Agnieszka Pikulicka a également partagé la vidéo mais s'est ensuite excusée d'avoir diffusé de fausses nouvelles.

## Contexte
Le Karakalpakstan est une république autonome située en Ouzbékistan et abrite l'ethnie karakalpake, les peuples turcophones appartenant aux langues kiptchak qui ne comptent qu'environ 752 000 personnes, soit 2,2% de la population ouzbèke. Tout au long de l'histoire, le territoire du Karakalpakstan avait été sous le contrôle de divers empires avant de former sa propre identité actuelle vers le XVIIe siècle en tant que confédération distincte de tribus nomades appartenant initialement au Khanat kazakh, permettant ainsi aux Karakalpaks d'avoir des liens culturels plus étroits avec les Kazakhs en termes de coutumes, de culture matérielle et de langue contrairement aux Ouzbeks.
Après la création de l'Union soviétique, le processus de délimitation des frontières en Asie centrale a eu lieu sous Joseph Staline par les organisations communistes locales sous l'influence d'intellectuels nationalistes ethniques et a été effectué sur la base des données de recensements tsaristes tardifs et soviétiques. Au fur et à mesure que de nouvelles frontières étaient tracées, le bilinguisme et les identités multinationales dans les régions étaient courants tandis que les divisions linguistiques et ethniques étaient souvent perçues par la division politique urbaine-rurale (en). L'Oblast autonome karakalpak a été formé en 1925 au sein de la République soviétique socialiste autonome kazakhe et a été transféré à la République socialiste fédérative soviétique de Russie où, en 1932, elle est devenue la République socialiste soviétique autonome de Karakalpakie et a été pleinement intégrée à la République socialiste soviétique d'Ouzbékistan en 1936 où elle est restée son statu quo en tant qu'autonomie.
En décembre 1990, pendant la Perestroïka, le Conseil suprême de l'ASSR du Karakalpak a adopté la "Déclaration sur la souveraineté de l'État" sur l'Union soviétique, qui a permis au Karakalpakstan d'accéder à l'indépendance par le biais d'un référendum, tandis que la RSS d'Ouzbékistan avait déclaré sa propre indépendance en août 1991 peu de temps après l'échec de la tentative de coup d'État soviétique. À ce moment-là, le Karakalpakstan était reconnu par le gouvernement central soviétique pour avoir un "statut d'État" et en novembre 1991, Dauletbay Shamshetov (ru) a été élu premier président du Karakalpakstan par le Conseil suprême avant de finalement démissionner en juin 1992. Après la dissolution de l'Union soviétique, la République du Karakalpakstan a été formée en janvier 1992, et est devenue par la suite une république autonome sous l'autorité ouzbèke avec l'adoption de la Constitution de l'Ouzbékistan en décembre 1992. En 1993, un accord interétatique d'une durée de 20 ans sur l'entrée de la République du Karakalpakstan en Ouzbékistan a été signé par les deux gouvernements, accordant au Karakalpakstan le droit de se séparer de l'Ouzbékistan par référendum. Au moment où l'accord a expiré en 2013, il avait été largement oublié.

### Assèchement de la mer d'Aral
La mer d'Aral faisait historiquement partie de la culture Karakalpak, et la région est communément associée à son drainage. À la suite de l'assèchement de la mer d'Aral, le Karakalpakstan est devenu l'une des régions les plus pauvres d'Ouzbékistan, et les conditions de vie se sont détériorées en raison de la diminution de l'accès à l'eau potable et de la propagation des maladies infectieuses. La diminution continue de l'habitabilité du Karakalpakstan à la suite de l'assèchement de la mer d'Aral a également entraîné une diminution significative des opportunités, et de nombreux habitants de la région ont blâmé l'assèchement pour l'aggravation de la situation dans la région.

### Proposition de réforme constitutionnelle
Fin juin 2022, le président de l'Ouzbékistan Shavkat Mirziyoyev a proposé 170 amendements à la constitution de l'Ouzbékistan, à voter lors d'un référendum. Parmi les amendements les plus controversés figuraient un amendement modifiant la durée d'un mandat présidentiel de cinq à sept ans et annulant les limites de mandat, ainsi que des amendements qui réduiraient considérablement l'autonomie du Karakalpakstan, notamment en supprimant son droit de se séparer de l'Ouzbékistan par référendum.

## Manifestations
Le 1er juillet 2022, des milliers de personnes ont protesté contre les amendements constitutionnels proposés à Noukous, la capitale karakalpake, et dans toute la région. Le média Turkmen.News a rapporté que la présence de la Garde nationale ouzbèke (en) avait été renforcée dans deux villes du Karakalpakstan à la suite de manifestations. La cause d'autres manifestations a été signalée par Eurasianet (en) comme étant l'arrestation de Dauletmurat Tazhimuratov, un avocat et journaliste de Karakalpak, avant qu'il ne rencontre des gens à Noukous.
Le lendemain des manifestations, Mirziyoyev a accepté de retirer les amendements à la constitution concernant l'autonomie du Karakalpakstan. Dans le même temps, le gouvernement du Karakalpakstan a affirmé que les manifestants avaient tenté de prendre d'assaut les bâtiments gouvernementaux. L'accès à Internet au Karakalpakstan a ensuite été bloqué, et l'état d'urgence a été déclaré dans la région par le gouvernement ouzbek.
Une vidéo semble montrer une grande quantité de sang dans une rue. Le président Mirziyoyev a admis que des victimes ont eu lieu parmi les civils et les forces de sécurité, affirmant que les émeutiers avaient mené des "actions destructrices". Le politicien en exil Pulat Ahunov a déclaré à Reuters qu'au moins cinq personnes étaient mortes.
Sultanbek Ziyayev, ministre de la Santé du Karakalpakstan, a déclaré que les hôpitaux de Noukous étaient remplis de manifestants qui avaient été blessés lors d'affrontements avec les forces de sécurité, et que « des milliers » avaient été hospitalisés.

## Réactions
Lors d'une réunion précédant le jour de l'indépendance de la Biélorussie (en), le président Alexandre Loukachenko a déclaré que des étrangers, principalement des Occidentaux, jouaient un rôle dans les manifestations et ont établi des similitudes avec les manifestations et les troubles kazakhs de 2022. En référence à l'influence de la Chine dans la région, Loukachenko a déclaré : « L'Asie centrale, tout comme nous, est prise entre deux feux : les Européens et les Américains d'un côté et la Chine de l'autre. La Chine aide l'Asie centrale à survivre, à tenir. Ce combat aura lieu en Asie centrale dans un proche avenir. Les symptômes en sont déjà devenus évidents. ».